# Trichoncus hyperboreus
Trichoncus hyperboreus är en spindelart som beskrevs av Kirill Yeskov 1992. Trichoncus hyperboreus ingår i släktet Trichoncus och familjen täckvävarspindlar. Inga underarter finns listade i Catalogue of Life.